# شدوساکس
شدوساکس (به انگلیسی: Shadowsocks) یک پروکسی رمزگذاری شده با منبع آزاد و متن باز است که به‌طور گسترده در سرزمین اصلی چین برای جلوگیری از سانسور اینترنت استفاده می‌شود. این برنامه در سال ۲۰۱۲ توسط برنامه‌نویس ناشناس چینی به نام مستعار "clowwindy" ساخته شد و از آن زمان تا کنون چندین مرحله پیاده‌سازی پروتکل آن در دسترس قرار گرفته‌است. به‌طور معمول، نرم‌افزار کلاینت یک پروکسی socks5 را بر روی دستگاهی که در حال اجرا است باز می‌کند، که پس از آن ترافیک اینترنتی همانند تونل SSH به آن سمت هدایت می‌شود. بر خلاف یک تونل SSH، شدوساکس می‌تواند ترافیک UDP را نیز پروکسی کند.

## سرنگونی و آغاز دوباره
در ۲۲ اوت ۲۰۱۵، "clowwindy" در یکی از رشته گفتگوهای گیت‌هاب اعلام کرد که پلیس با او تماس گرفته و او دیگر نمی‌تواند این پروژه را حفظ کند. در پی این اتفاق کد پروژه پس از اعلام اخطار از سوی گیت‌هاب حذف شد. سه روز بعد در ۲۵ اوت، پروکسی دیگری با نام GoAgent نیز مخزن گیت‌هاب خود را حذف کرد. حذف این پروژه‌ها همراه یا شائبه‌هایی از ارتباط احتمالی بین این حذف شدن‌ها و حملات DDoS اخیری که GitHub را مورد هدف قرار داده بودند مورد توجه رسانه‌ها واقع شد. در پی این اتفاقات دنی اوبرین از بنیاد مرزهای الکترونیکی بیانیه‌ای در این مورد منتشر کرد.
با وجود این تلاش‌ها برای ریشه‌کنی شدوساکس، سایر مشارکت‌کنندگان به همکاری برای توسعه این پروژه ادامه دادند.

## پیاده‌سازی سرور
پیاده‌سازی اصلی پایتون همچنان با (Pip (manager package نصب می‌شود، اما محتویات مخزن گیت‌هاب آن حذف شده‌است. پیاده‌سازی‌های دیگر سرور شامل استفاده از Go، همچنین (C (libev event loop library , و نیز C++ همراه یک GUI Qt و Perl است. پیاده‌سازی‌های Go و Perl به‌طور منظم به روز نمی‌شود و ممکن است متروک شود.

## پیاده‌سازی کلاینت
تمام پیاده‌سازی‌های سرور که در بالا ذکر شده نیز از عملکرد در حالت کلاینت نیز پشتیبانی می‌کنند. برنامه‌های کاربردی برای لینوکس، ویندوز، اندروید، مک‌اواس و آی‌اواس (Wingy) موجود هستند. بسیاری از کلاینت‌ها از جمله شدوساکس ویندوز و شدوساکس اندروید، نه تنها می‌توانند تمام ترافیک سیستم را از طریق مسیر شدوساکس هدایت کنند، بلکه می‌توان این امکان را فقط برنامه‌های مشخصی پیکربندی کرد. این امکانات امکان استفاده از شدوساکس را مانند یک VPN فراهم می‌کنند.

## نت::شدوساکس
Net::Shadowsocks نام نسخه کلاینت و سرور Perl پروتکل شدوساکس موجود در CPAN است.

## شدوساکس آر
ShadowsocksR یک فورک از پروژه اصلی است که به لحاظ امنیتی و ثبات مدعی برتری است. پس از انتشار، مشخص شد که مجوز عمومی با نداشتن سورس کد منبع کلاینت #C زیر پا گذاشته‌است. این نسخه برای راهکارهایش در حل مسائل مربوط به امنیت در منبع پروژه نیز مورد انتقاد قرار گرفته‌است. با وجود اینکه شدوساکس در حال حاضر هنوز در حال توسعه است، توسعه شدوساکس آر متوقف شده‌است